# MN Calao
Le MN Calao est un navire marchand sous pavillon français de la Compagnie maritime nantaise et affrété à temps plein pour les besoins des Armées françaises.

## Histoire
Le MN Calao est un porte-conteneurs RORO propriété de la Compagnie nationale de navigation et de sa filiale, la Compagnie maritime nantaise. Il fait partie d'une série de deux bâtiments porte-conteneurs, avec son sister-ship le MN Tangara.
Depuis le début des années 1980, la Compagnie maritime nantaise assure le ravitaillement des bases françaises dans l'océan Indien, la côte ouest-Afrique et les Antilles, ainsi que des opérations ponctuelles liées aux exercices à l'étranger et sur les théâtres d'opérations. Différents navires se sont succédé dans ce rôle, les MN Eider, Éclipse et Pelican.
La Compagnie Maritime Nantaise commande en 2011 deux navires rouliers, avec une option pour un troisième, aux chantiers coréens Hyundai Mipo. Les plans sont dessinés par le cabinet d'architectes navals danois Knud Hansen, en étroite collaboration avec l'armateur, pour répondre aux besoins exprimés par la Marine nationale .
Le MN Calao est baptisé le 30 mai 2013 à Ulsan puis livré le 24 juin 2013 à la Compagnie maritime nantaise. Il est inauguré le 23 juillet au port militaire de Toulon puis appareille pour sa première mission le 25 juillet 2013.
Le navire participe au mois d'octobre 2015 à l'exercice Courco, où deux futurs commandants de sous-marin malaisiens sont évalués à bord d'un SNA français par le commandement malaisien. L'un d'eux prend pour cible fictive le MN Calao.
Il participe aux missions de secours à la suite des explosions au port de Beyrouth en août 2020.

## Caractéristiques
Le MN Calao est conçu pour embarquer des véhicules, des conteneurs et répondre aux spécificités du matériel militaire. Les moyens d'embarquement et certaines parties des garages peuvent supporter des véhicules lourds comme le char Leclerc. Des zones sont adaptées à l'emport de matières explosives.
L'accès du matériel roulant s'effectue par une grande porte arrière et une rampe latérale. Pour les ports sans moyen de manutention, une grue peut lever 45 tonnes à 25 mètres.
La capacité d'accueil du fret roulant est de 2838 mètres linéaires, sur 3 mètres de large et 5 niveaux. Le navire embarque aussi  849 EVP pour les conteneurs.
Le chargement du matériel est réalisé par le 519e régiment du train.